# Gerhard Beier (Manager)
Gerhard Beier (* 23. Januar 1920 in Halberstadt; † 28. Mai 2006 in Bremen) war ein deutscher Manager und Vorstandsvorsitzender der Bremer Lagerhausgesellschaft.

## Biografie
Beier absolvierte sein Abitur und musste danach als Offizier im Zweiten Weltkrieg dienen. Nach dem Krieg war er Hafenarbeiter in Bremen. 1946 wurde er Angestellter beim Senator für Häfen, Schifffahrt und Verkehr in Bremen. Er nahm in den 1950er Jahren eine leitende Position bei dem Schifffahrtsverband für das Wesergebiet ein.
1957 wurde er zum stellvertretenden Mitglied des Vorstandes der Bremer Lagerhausgesellschaft (BLG) berufen. Ab 1960 war er Mitglied des Vorstandes der BLG. Bereits 1962 wurde er Sprecher der Gesellschaft bzw. 1970 Vorstandsvorsitzender der BLG als Aktiengesellschaft. In den 1960er bis in die 1980er Jahre war er – wie es hieß – „die Seele der bremischen Häfen“, Motor für die Hafenentwicklung. Häfensenatoren waren damals Georg Borttscheller (FDP) und Oswald Brinkmann (SPD), mit denen er gemeinsam den Containertransport – noch lange vor Hamburg – in der Hafengruppe Bremen/Bremerhaven (Bremen-Neustadt 1964, Bremerhaven 1968 mit dem Container-Terminal Bremerhaven) einführte. Er wurde 1985 pensioniert.

## Ehrungen
- 1966 war er Schaffer der Kaufmannschaft bei der Schaffermahlzeit in Bremen.